# Thanh Bình, Sa Pa
Thanh Bình là một xã thuộc thị xã Sa Pa, tỉnh Lào Cai, Việt Nam.

## Địa lý
Xã Thanh Bình nằm ở phía đông thị xã Sa Pa, có vị trí địa lý:
- Phía đông giáp xã Mường Bo và thành phố Lào Cai
- Phía tây giáp xã Mường Hoa
- Phía nam giáp các xã Bản Hồ và Mường Bo
- Phía bắc giáp thành phố Lào Cai.

Xã có diện tích 52,36 km², dân số năm 2018 là 3.849 người, mật độ dân số đạt 74 người/km².

## Hành chính
Xã Thanh Bình được chia thành 9 thôn: Bản Kim, Bản Pho, Bản Sái, Bản Toòng, Lếch Dao, Lếch Mông, Nậm Si, Phùng Dao, Phùng Mông.

## Lịch sử
Địa bàn xã Thanh Bình trước đây là hai xã Thanh Kim và Bản Phùng thuộc huyện Sa Pa.
Trước khi sáp nhập, xã Thanh Kim có diện tích 21,68 km², dân số là 1.885 người; xã Bản Phùng có diện tích 30,68 km², dân số là 1.964 người.
Ngày 11 tháng 9 năm 2019, Ủy ban Thường vụ Quốc hội ban hành Nghị quyết 767/NQ-UBTVQH14 (nghị quyết có hiệu lực từ ngày 1 tháng 1 năm 2020). Theo đó:
- Thành lập thị xã Sa Pa trên cơ sở toàn bộ diện tích và dân số của huyện Sa Pa
- Thành lập xã Thanh Bình thuộc thị xã Sa Pa trên cơ sở sáp nhập toàn bộ diện tích và dân số của xã Thanh Kim và xã Bản Phùng.